# În căutarea lui Jupiter
În căutarea lui Jupiter (titlul original: în franceză On a volé la cuisse de Jupiter) este un film de comedie francez, realizat în 1980 de regizorul Philippe de Broca, protagoniști fiind actorii Annie Girardot, Philippe Noiret, Francis Perrin și Catherine Alric. Acest film este continuarea filmului Dragă detectivule, lansat în 1978 și care pune în scenă personajele create de Jean-Paul Rouland și Claude Olivier: comisarul Lise Tanquerelle (Annie Girardot) și profesorul Antoine Lemercier (Philippe Noiret).

## Conținut
Antoine Lemercier, profesor de greacă și Lise Tanquerelle, inspectoare de poliție, își petrec luna de miere în Grecia. Ei fac cunoștință cu Charles-Hubert Pochet, un tânăr arheolog care face curând o mare descoperire, fesele unei statui clasice, dar piesa descoperită este furată. Când hoțul este găsit mort, Charles-Hubert Pochet este acuzat de omor cu complicitatea lui Antoine Lemercier...

## Distribuție
- Annie Girardot – Lise Tanquerelle
- Philippe Noiret – Antoine Lemercier
- Francis Perrin – Charles-Hubert Pochet, arheologul de la misiunea Grouillard
- Catherine Alric – Agnès Pochet, soția arheologului
- Marc Dudicourt – André Spiratos, comisarul poliției grecești
- Paulette Dubost – Simone, mama Lisei Tanquerelle
- Roger Carel – Zacharias, custodele Muzeului Acropole
- Anna Gaylor – Germaine, soția turistului francez
- Gabriel Cattand – primarul de la căsătoria dintre Lise și Antoine
- Philippe Brizard – Raoul, turistul francez
- Nikos Tsachiridis – Stéphano, asasinul complice al lui Hermann Von Blankenberg
- Nikos Dafnis – Aristote Serakis
- Vasilis Kolovos – un inspector de poliție grec
- Alexandre Mnouchkine – Hermann Von Blankenberg (nemenționat)
- Michel Muller – inspectorul de poliție la arestarea lui Fredo (nemenționat)
- David Gabison – decanul Lavergne, pritenul lui Antoine (nemenționat)
- Sylvain Lévignac – Fredo (nemenționat)
- Eric Vasberg – șoferul mașinii de poliție din Paris (nemenționat)

## Coloana sonoră
Coloana sonora a filmului a fost compusă de Giorgos Hatzinasios (ca Georges Hatzinassios).